# Emerson Rodríguez
Emerson Rivaldo Rodríguez Valois (Buenaventura, Valle del Cauca, 25 de agosto de 2000) es un futbolista colombiano. Juega como extremo y su equipo actual es el P. F. C. Ludogorets de la Primera Liga búlgara.

## Carrera en clubes

### Inicios
Emerson Rivaldo, se formó en la Academia Cristopher Moreno en su natal Buenaventura de allí paso a las Divisiones menores de Millonarios en el año 2017 donde continua su proceso formativo. Siendo catálogo como un jugador con gran futuro es cedido en el año 2019 al Valledupar Fútbol Club de la Categoría Primera B en donde logra debutar y suma 8 encuentros.

### Millonarios
En el año 2020 regresa a Millonarios. Debutó el 6 de octubre de 2020 en el empate 2-2 ante Deportes Tolima. Aparece como titular en el partido contra Envigado Fútbol Club donde da su primer asistencia y es clave en la victoria 2-1. A partir de dicho juego se convierte en titular indiscutido para Alberto Gamero.
El 31 de octubre anota su primer gol a nivel profesional, marcando el primer tanto de la victoria ante Atlético Nacional. En este mismo partido el delantero es elegido como jugador del partido por parte de Dimayor. El 15 de noviembre anotó su segundo gol como profesional, en esta ocasión en la victoria 6-1 frente a Alianza Petrolera. Anota su último gol de 2020 en la victoria 5-2 frente a Once Caldas, abriendo la cuenta con el primer gol al minuto 15.
Para la temporada 2021 arranca como titular en el equipo de Alberto Gamero en la victoria 1-0 ante Envigado Fútbol Club, donde participa en la jugada que termina en autogol rival. Anota su primer gol el 1 de febrero en la victoria 4-3 ante Once Caldas. Vuelve a anotar el 28 de marzo en la victoria 2-1 frente a Atlético Bucaramanga.

### Inter Miami
El 13 de enero de 2022 se confirmó el traspaso por el 80% del jugador al Inter de Miami, en donde disputó la posición con el argentino Gonzalo Higuaín.

### Cesión en Santos Laguna
El día 27 de enero de 2023 se anunció su cesión al Santos Laguna de la Liga MX. El acuerdo es válido por un año, finalizando a 31 de diciembre de 2023.

### Cesión en Millonarios (2.ª etapa)
Luego de que no se renovará su cesión en el Santos Laguna el jugador retorna en enero de 2024 al Inter Miami donde realiza parte de la pretemporada compartiendo camerino con jugadores como Lionel Messi, Jordi Alba, Sergio Busquets, Luis Suárez, entre otros, 
antes de comenzar la gira por Centroamérica y Asia el entrenador Tata Martino le comunica que no cantaría con él, semanas más tarde en febrero de 2024 ficha con Millonarios por un año.

## Selección nacional

### Colombia absoluta
Su primer acercamiento a selección se da cuando es convocado a un microciclo preparatorio entre el 7 y 11 de febrero de 2021, por el seleccionador Reinaldo Rueda.

## Estadísticas

### Clubes
| Club                             | Div.          | Temporada     | Liga  | Liga  | Liga   | Copa Nacional     | Copa Nacional     | Copa Nacional     | Copa Internacional | Copa Internacional | Copa Internacional | Total | Total | Total  |
| Club                             | Div.          | Temporada     | Part. | Goles | Asist. | Part.             | Goles             | Asist.            | Part.              | Goles              | Asist.             | Part. | Goles | Asist. |
| -------------------------------- | ------------- | ------------- | ----- | ----- | ------ | ----------------- | ----------------- | ----------------- | ------------------ | ------------------ | ------------------ | ----- | ----- | ------ |
| Valledupar F. C. · Colombia      | 2.ª           | 2019          | 8     | 0     | 0      | Sin participación | Sin participación | Sin participación | Sin participación  | Sin participación  | Sin participación  | 8     | 0     | 0      |
| Valledupar F. C. · Colombia      | Total club    | Total club    | 8     | 0     | 0      | 0                 | 0                 | 0                 | 0                  | 0                  | 0                  | 8     | 0     | 0      |
| Millonarios · Colombia           | 1.ª           | 2020          | 15    | 3     | 5      | 1                 | 0                 | 0                 | 2                  | 0                  | 0                  | 18    | 3     | 5      |
| Millonarios · Colombia           | 1.ª           | 2021          | 39    | 5     | 4      | Sin participación | Sin participación | Sin participación | Sin participación  | Sin participación  | Sin participación  | 39    | 5     | 4      |
| Inter de Miami II Estados Unidos | 3.ª           | 2022          | 3     | 3     | 0      | Sin participación | Sin participación | Sin participación | Sin participación  | Sin participación  | Sin participación  | 3     | 3     | 0      |
| Inter de Miami II Estados Unidos | Total club    | Total club    | 3     | 3     | 0      | 0                 | 0                 | 0                 | 0                  | 0                  | 0                  | 3     | 3     | 0      |
| Inter de Miami Estados Unidos    | 1.ª           | 2022          | 22    | 2     | 0      | 3                 | 0                 | 0                 | Sin participación  | Sin participación  | Sin participación  | 25    | 2     | 0      |
| Inter de Miami Estados Unidos    | Total club    | Total club    | 22    | 2     | 0      | 3                 | 0                 | 0                 | 0                  | 0                  | 0                  | 25    | 2     | 0      |
| Santos Laguna · México           | 1.ª           | C-2023        | 10    | 0     | 0      | Sin participación | Sin participación | Sin participación | Sin participación  | Sin participación  | Sin participación  | 10    | 0     | 0      |
| Santos Laguna · México           | 1.ª           | A-2023        | 19    | 2     | 0      | Sin participación | Sin participación | Sin participación | 2                  | 0                  | 0                  | 21    | 2     | 0      |
| Santos Laguna · México           | Total club    | Total club    | 29    | 2     | 0      | 0                 | 0                 | 0                 | 2                  | 0                  | 0                  | 31    | 2     | 0      |
| Millonarios · Colombia           | 1.ª           | 2024          | 16    | 2     | 2      | Sin participación | Sin participación | Sin participación | 6                  | 0                  | 1                  | 22    | 2     | 3      |
| Millonarios · Colombia           | Total club    | Total club    | 70    | 10    | 11     | 1                 | 0                 | 0                 | 8                  | 0                  | 1                  | 74    | 10    | 12     |
| Vasco de Gama · Brasil           | 1.ª           | 2024          | 12    | 2     | 0      | 6                 | 0                 | 1                 | Sin participación  | Sin participación  | Sin participación  | 18    | 2     | 1      |
| Vasco de Gama · Brasil           | Total club    | Total club    | 12    | 2     | 0      | 6                 | 0                 | 1                 | 0                  | 0                  | 0                  | 18    | 2     | 1      |
| Ludogorets Razgrad II Bulgaria   | 2.ª           | 2025          | 1     | 0     | 0      | Sin participación | Sin participación | Sin participación | Sin participación  | Sin participación  | Sin participación  | 1     | 0     | 0      |
| Ludogorets Razgrad II Bulgaria   | Total club    | Total club    | 1     | 0     | 0      | 0                 | 0                 | 0                 | 0                  | 0                  | 0                  | 1     | 0     | 0      |
| Ludogorets Razgrad Bulgaria      | 1.ª           | 2025          | 8     | 1     | 0      | 3                 | 0                 | 0                 | Sin participación  | Sin participación  | Sin participación  | 11    | 0     | 0      |
| Ludogorets Razgrad Bulgaria      | Total club    | Total club    | 8     | 1     | 0      | 3                 | 0                 | 0                 | 0                  | 0                  | 0                  | 11    | 0     | 0      |
| Total carrera                    | Total carrera | Total carrera | 151   | 20    | 13     | 11                | 0                 | 1                 | 10                 | 0                  | 1                  | 175   | 20    | 15     |

## Palmarés

### Campeonatos nacionales
| Título                   | Club                        | País     | Año  |
| ------------------------ | --------------------------- | -------- | ---- |
| Superliga de Colombia    | Millonarios                 | Colombia | 2024 |
| Primera Liga de Bulgaria | P. F. C. Ludogorets Razgrad | Bulgaria | 2025 |